# Maladie de Stargardt
 (janvier 2013).
Si vous disposez d'ouvrages ou d'articles de référence ou si vous connaissez des sites web de qualité traitant du thème abordé ici, merci de compléter l'article en donnant les références utiles à sa vérifiabilité et en les liant à la section « Notes et références ».
 Mise en garde médicale
La maladie de Stargardt (ou syndrome de Stargardt, ou encore fundus flavimaculatus) est une maladie rare, d'origine génétique. Cette pathologie associe une baisse d'acuité visuelle bilatérale à des lésions rétiniennes particulières. Il s'agit de la plus fréquente des dystrophies maculaires héréditaires. Cette pathologie a été décrite en 1909 par Karl Stargardt (en),.

## Clinique
Cette maladie commence chez des personnes jeunes entre 6 et 15 ans, qui constatent une baisse d'acuité visuelle bilatérale progressive en rapport avec une atrophie de la macula. Cette vision va diminuer progressivement jusqu'à 1/10e ou 1/20e. La maladie atteint la vision centrale, ce qui gêne fortement la lecture (vision de précision) ; en revanche, les patients peuvent se déplacer à pied normalement ou même faire du vélo, mais la conduite automobile est impossible.
À l'examen, on constate une lésion maculaire souvent associée à des taches jaunâtres réparties sur le fond d'œil, c'est le fundus flavimaculatus. Ces taches jaunes pisciformes (en forme de poisson) correspondent à des dépôts de lipofuscine dans les cellules de l'épithélium pigmentaire de la rétine.

## Évolution
L'évolution se fait vers la diminution progressive et inéluctable de l'acuité visuelle, pour atteindre des valeurs faibles, mais les patients ne deviennent pas aveugles. La conservation de la vision périphérique leur permet de se déplacer et d'être autonomes et indépendants.
La maladie de Stargardt n'a pas d'impact sur l'état de santé général et l'espérance de vie n'est pas altérée.

## Génétique
La transmission est généralement autosomique récessive : le chromosome responsable est 1.
La transmission est plus rarement dominante : le chromosome responsable est 6 et 13.
Le conseil génétique est parfois difficile.
Différents gènes responsables de cette maladie ont été identifiés :
- STGD1: La maladie de Stargardt peut provenir d'une mutation du gène ABCA4. Elle peut également provenir d'une mutation du gène CNGB3; ce gène est également responsable de certaines formes d'achromatopsie.
- STGD3: Le gène ELOVL4 peut également en être la cause.
- STGD4: Le gène PROM1 est également responsable de certaines formes de cette maladie.

La classification "STGD2" n'est plus utilisée.
La maladie de Stargadt touche environ une personne sur 10 000.

## Traitement
Aucun traitement n’est disponible. Une équipe de recherche franco-américaine, associant celles du professeur Sahel et du professeur Wilson, pense pouvoir proposer une thérapie génique efficace d'ici 2018,.

## Sportifs
Le skieur de fond canadien Brian McKeever en est atteint ; il est le premier athlète de l'histoire des jeux d'hiver à s'être qualifié à la fois pour les Jeux Paralympiques ainsi que pour les Jeux Olympiques (Vancouver 2010).
La coureuse italienne Valentina Petrillo, également atteinte de cette maladie, est la première personne transgenre autorisée à participer à une épreuve de para-athlétisme aux championnats italiens de septembre 2020.